# Nokia 5130 XpressMusic
Le Nokia 5130 XpressMusic est un téléphone mobile de Nokia de la série des XpressMusic. C'est un  téléphone compatible avec Flash Lite 2.0 et Java MIDP 2.0. Il dispose également d'un lecteur de musique qui prend en charge les formats de fichiers MP3, AAC, WMA, etc. Pour les services web, il a le navigateur Opera Mini et Windows Live pour la messagerie instantanée. avec une camera de 2 megapixals

## Caractéristiques
- Système d'exploitation Symbian OS : S40 v5 FP1
- GSM, EDGE
- Appareil photo numérique de 2 MégaPixels
- Vibreur
- DAS : 1,16 W/kg.